# Förskärare (yrke)
För kniven förskärare (även kallad trancherkniv), se Kökskniv
Förskärare eller tranchermästare var den funktionär vid de adliga, furstliga, kungliga eller kejserliga hoven som hade till uppgift att skära upp och servera olika maträtter till gästerna bl.a. vid banketter. Allt ifrån stekar och pastejer till frukt kunde sönderdelas till konstfulla portioner. Enligt den italienska 1500- och 1600-talslitteraturen skulle tranchermästaren helst vara av adlig börd. Han borde åtminstone vara bemedlad nog att ha råd med exklusiva kläder, tjänare och hästar. Han skulle vara i medelåldern men inte gråhårig, renlig och stark nog att hålla en stek på tranchergaffeln. I Italien förekom det att man hade flera tranchermästare som tjänstgjorde vid de olika borden under banketter. Det handlade inte endast om att skära upp och servera utan också att underhålla dem som satt vid borden.
Även i svensk 1600-talslitteratur nämns tranchermästaren. I "En Ny Formerat Trenchier Book" från 1696 framhålls att han helst ska vara adlig, eftersom han var tvungen att kunna föra sig. Han ska undvika överflödigt tal och endast svara på tilltal. Dessutom skulle han ska vara välväxt och utföra sitt ämbete så att "han Ähra der med erhåller och sin Herres Gunst sig altid wärdig gör".
Hur viktigt tranchering ansågs vara vid hoven under 1500- och 1600-talen framgår dels genom att man publicerade böcker i ämnet men också hur avancerade tekniker en tranchermästare helst skulle behärska. Särskilt uppskattat var att tranchera i luften (it. in aria). Detta innebar att tranchermästaren höll det som skulle trancheras på en tranchergaffel framför sig och skar sedan upp rätten med en trancherkniv. I litteraturen beskrevs noggrant hur besticken skulle hanteras samt kroppens och händernas position. Den som ville bli skicklig i att förskära kunde öva på trämodeller av olika maträtter för att förfina sina tekniker. Att tranchera var en ceremoni som demonstrerade tranchermästarens kroppskontroll, vilket ansågs vara utmärkande för aristokratin i motsats till de lägre samhällsstånden under 1500- och 1600-talen. Att förskära för en furste, kung eller kejsare var alltså en ära och något som vem som helst inte fick göra, tvärtom kunde det vara aristokraten med högst rang som fick utföra denna uppgift.
Också antalet bestick som användes för tranchering visar på en långt driven specialisering. Besticksuppsättningen kunde uppgå till ett tiotal delar med knivar och gafflar i olika storlekar och för olika ändamål samt en presenterspade. Den senare användes för att "presentera" (visa upp och räcka över) det som skurits upp till den gäst som skulle äta det.             
Bland hovets många yrkesgrupper – pager, lakejer, munskänkar, kammarherrar osv – var förskäraren en av dem som stod högst i rang. Titeln användes under 1500–1600-talen.